# Temanggal (Adimulyo)
Temanggal is een bestuurslaag in het regentschap Kebumen van de provincie Midden-Java, Indonesië. Temanggal telt 862 inwoners (volkstelling 2010).